# فرضية تعدد النمط الظاهري المعاكس

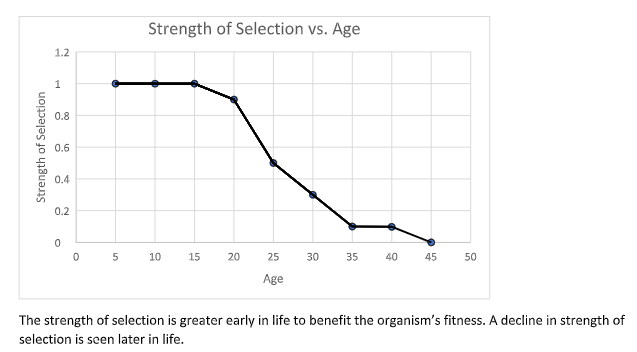

صاغ جورج كريستوفر وليامز فرضية تعدد النمط الظاهري المعاكس لأول مرة في عام 1957 كتفسير تطوري للشيخوخة. تعدُّد النمط الظاهري، ظاهرة تحكُّم جينٍ واحد بأكثر من سمة مظهرية في الكائن الحي. يحصل تعدد النمط الظاهري المعاكس عندما يتحكم الجين في أكثر من سمة، بحيث تكون واحدة على الأقل من هذه السمات مفيدة في صلاحية الكائن الحي التطورية وواحدة على الأقل مضرة بها. كانت فكرة وليام حول تعدد النمط الظاهري المعاكس أنه إذا تسبب الجين في زيادة التكاثر في الفترة المبكرة من الحياة وزيادة الشيخوخة في الفترة المتأخرة من الحياة، فستكون الشيخوخة قابلة للتكيف في التطور. على سبيل المثال، تشير إحدى الدراسات إلى أن استنزاف الجُريبات المبيضية في إناث البشر يتسبب في حدوث دورات أكثر انتظامًا في النشأة وفقدان الخصوبة في وقت لاحق من العمر من خلال انقطاع الطمث، وهذا مما يمكن انتقاءه بسبب تفوق فوائده المبكرة على تكاليفه المتأخرة.

## عائق على طريق الكمال
تُعد فرضية تعدد النمط الظاهري المعاكس أحد الأسباب العديدة التي يقدمها علماء الأحياء التطورية لتبرير عدم تمكن الكائنات الحية أبدًا من الوصول إلى الكمال من خلال الانتقاء الطبيعي. الجينات متعددة النمط الظاهري المعاكس هي التفسير لمفاضلات صلاحية الأحياء. وهذا يعني أن الجينات متعددة النمط الظاهري هي التي تتحكّم في ظهور بعض الصفات المفيدة وبعض الصفات الضارة؛ وبالتالي، إذا نجحت في البقاء من خلال الانتقاء الطبيعي، فإن هذا سيمنع الكائنات الحية من الوصول إلى الكمال لأنها إذا كانت تمتلك فوائد الجين، فيجب أن تمتلك عيوبه أو أخطاءه أيضًا. مثال على ذلك هو القوارض الأنثوية التي تعيش في العش ذاته مع إناث أخرى وقد ينتهي بها الأمر إلى إطعام صغار ليسوا من ذريتها بسبب نزعتها الأبوية الشديدة. سيتم انتقاء هذه النزعة الأبوية الشديدة، لكن الكائنات الحية ستظل تخطئ في إطعام الشباب الذين ليسوا أبناءهم وبالتالي يستمرون في هدر مواردهم.

## الفوائد والتكاليف
تنوع تعدد النمط الظاهري المعاكس له عواقب سلبية عديدة. يؤدي إلى تأخر التكيف، وتغير مسار التطور، وتقليل تكيف السمات الأخرى. بالإضافة إلى ذلك، يتم تقليل الفائدة الإجمالية للأليلات بشكل ملحوظ (بمقدار النصف) عن طريق تعدد النمط الظاهري. ومع ذلك، فإن تعدد النمط الظاهري المعاكس له بعض الفوائد التطورية. في الواقع، يرتبط حفظ الجينات ارتباطًا مباشرًا بالطبيعة التعددية للكائن الحي. هذا يعني أن الجينات التي تتحكم في سمات متعددة، حتى لو كان للسمات آثار مختلفة على صلاحية الكائن الحي التطورية، لديها المزيد من القدرة على «البقاء» في سياق تطوري.

## دور في الانتقاء الجنسي
من المقبول عمومًا أن تطور الخصائص الجنسية الثانوية يستمر إلى أن يصل مرحلة تؤثر فيها فوائد النجاح التناسلي على التكاليف النسبية للبقاء على قيد الحياة. على مستوى الجينات، هذا يعني المفاضلة بين التغاير والتعبير عن السمات المحددة. يجب أن يؤدي الانتقاء الجنسي القوي والمستمر إلى انخفاض التغاير الوراثي لهذه الصفات. ومع ذلك، أشارت تقارير إلى مستويات أعلى من التغاير في السمات المنتقاة جنسيًا مقارنة بالسمات غير المنتقاة جنسيًا. هذه الظاهرة واضحة بشكل خاص في تزاوج أنواع (ليك)، حيث لا تمنح الذكور أي ميزة مباشرة للإناث. يُفترض أن انتقاء الإناث يعتمد على الترابط مع مظاهر الذكور (الخصائص الجنسية الثانوية) بالجودة الوراثية الشاملة. إذا كان هذا الانتقاء الجنسي الاتجاهي يستنزف التباين في الذكور، لماذا يستمر انتقاء الإناث في الوجود؟ يجيب (رو) و (هولي) على هذا السؤال (مفارقة ليك) باستخدام مفهوم الالتقاط الوراثي، والذي يربط بين السمات المختارة جنسيا والحالة العامة للكائن الحي. حيث يفترضون أن الجينات ذات الخصائص الجنسية الثانوية يجب أن ترتبط بالحالة ارتباطًا ذا نمط ظاهري متعدد، والتي هي مقياس لمدى صلاحية الكائن الحي. بمعنى آخر، يتم الحفاظ على التغاير الوراثي في الخصائص الجنسية الثانوية عن طريق التباين في حالة الكائن الحي.

## دور في المرض
إن بقاء العديد من الاضطرابات الوراثية الخطيرة في تاريخنا التطوري الطويل دفع الباحثين إلى إعادة تقييم دور تعدد النمط الظاهري المعاكس في التسبب بالأمراض. إذا تم تعريف الاضطرابات الوراثية على أنها وجود أليلات ضارة، فإن الانتقاء الطبيعي الذي يعمل على مدار فترة التطور قد يؤدي إلى انخفاض وتيرة الطفرات عما هو ملاحظ حالياً. في مقال صدر حديثًا، شخص (كارتر) و (نجوين) العديد من الاضطرابات الوراثية، مجادلين بأنه بعيدًا عن كونه ظاهرة نادرة، فقد يكون تعدد النمط الظاهري المعاكس آلية أساسية لبقاء هذه الأليلات غير المثالية.
في إحدى هذه الدراسات، تمت مراقبة 99 شخصًا من المصابين بمتلازمة لارون (وهو شكل نادر من التقزم) جنبًا إلى جنب مع أقاربهم غير الأقزام لمدة عشر سنوات. يمتلك مرضى متلازمة لارون واحدًا من ثلاثة أنماط وراثية لجين مستقبلات هرمون النمو (GHR). معظم المرضى لديهم طفرة موضع لصق من الأدينين إلى الغوانين في الموضع 180 في الإكسون السادس. ويمتلك البعض الآخر طفرة لا تؤدي إلى إنتاج بروتين (R43X)، في حين أن البقية هم متغايرو اللواقح للطفرتين. عانى مرضى متلازمة لارون من انخفاض معدل وفيات السرطان والسكري مقارنة بأقاربهم غير الأقزام. هذا يشير إلى دور لتعدد النمط الظاهري المعاكس، حيث يتم الحفاظ على طفرة ضارة في جماعات احيائية لأنها لا تزال تعطي بعض الفوائد في البقاء على قيد الحياة.
يتجلى مثال آخر لتعدد النمط الظاهري المعاكس في مرض هنتنغتون، وهو اضطراب تدهور عصبي نادر يتسم بعدد كبير من تسلسلات قواعد سايتوسين-غوانين-أدينين النيتروجينية يتكرر داخل جين هنتنغتون. عادة ما تتم ملاحظة بداية مرض هنتنغتون في سن ما بعد الإنجاب وعادة ما يتضمن تشنجات عضلية لا إرادية وصعوبات إدراكية ومشاكل نفسية. عَرَضيًا، يرتبط العدد المرتفع من تكرار تسلسلات قواعد سايتوسين-غوانين-أدينين بزيادة نشاط P53، وهو بروتين يثبط الأورام ويشارك في موت الخلايا المبرمج. لذا فقد تم افتراض أن هذا يفسر انخفاض معدلات الإصابة بالسرطان بين مرضى هنتنغتون. يرتبط مرض هنتنغتون أيضًا بالخصوبة العالية.
بالإضافة إلى ذلك، وُجِد أن الأفراد الذين لديهم نسبة أعلى ممهدة للالتهابات TNFα / IL-10 كانت لديهم حالات وفاة أعلى بشكل ملحوظ بسبب أمراض القلب والأوعية الدموية في الشيخوخة. ومع ذلك، تم الافتراض بأن هذا النمط الوراثي كان سائدًا لأن النسب الأعلى من TNFα / IL-10 تسمح للأفراد بمكافحة العدوى بشكل أكثر فعالية خلال سنوات الإنجاب. فقر الدم المنجلي، والثلاسيميا من نوع بيتا، والتليف الكيسي هي بعض الأمثلة الأخرى على الدور الذي يمكن أن يلعبه تعدد النمط الظاهري المعاكس في الاضطرابات الوراثية.

## الانتشار
على الرغم من وجود الكثير من التأثيرات السلبية المرتبطة بالجينات التي تكون متعددة النمط الظاهري المعاكس، إلا أنها لا تزال موجودة بين معظم أشكال الحياة. في الواقع، يعد تعدد النمط الظاهري المعاكس واحدة من السمات الأكثر شيوعًا التي تمتلكها الجينات عمومًا. بالإضافة إلى ذلك، تتعرض الجينات متعددة النمط الظاهري المعاكس إلى اصطفاء تثبيتي قوي.